# 9. Panzer-Division (Wehrmacht)
Die 9. Panzer-Division war ein Großverband des Heeres der deutschen Wehrmacht im Zweiten Weltkrieg.

## 4. leichte Division

### Aufstellung
Die 4. leichte Division wurde nach dem Anschluss Österreichs am 1. April 1938 im Wehrkreis XVII im Raum Wien-St. Pölten gebildet. Keimzelle der neuen Division war die ehemalige Schnelle Division des Österreichischen Bundesheers.
Die Gliederung mit den für den Verband durchgeführten Neuaufstellungen war:
- Divisionsstab (St.Pölten/Wien) (aus Stab Schnelle Division und Stab Kraftfahrjäger-Brigade)
- Kavallerie-Schützen-Regiment 10 (aus Teilen Kraftfahrjäger-Bataillon Nr. 2 und 3, sowie II./ und III./ österr. Infanterie-Regiment 6, Stab und Regimentsrahmen aus österr. Inf.Reg. 2)
- Kavallerie-Schützen-Regiment 11 (aus Teilen Kraftfahrjäger-Bataillon Nr. 1 und 2 und weiteren Teilen österr. Kavallerie- und Kraftfahrjäger-Brigade)
- Aufklärungs-Regiment (mot.) 9 (aus österr. Kraftfahrjäger-Bataillon 4, einer Kompanie österr. Panzerwagen-Bataillon und personellen Zuweisungen vom XV. und XVI. AK)
- Panzer-Abteilung 33 (aus der Masse österr. Panzerwagen-Bataillon und Funktionspersonal der Panzertruppenschule Wünsdorf/Zossen)
- Artillerie-Regiment (mot.) 102 (aus I. und II. Abteilung / leichtes Artillerie-Regiment 9 „Schnelle Division“, sowie I. und II. Abteilung österr. Artillerie-Regiment 1; Stab und Regimentsrahmen aus Stab / le.Art.Rgt. 9 und personellen Zuweisungen)
- Panzerabwehr-Abteilung 50 (Klosterneubrück) (aus österr. Infanterie-Kanonen-Abteilung 9 und Kraftfahr-Pionier-Kompanie der Schnellen Division)
- Pionier-Bataillon (mot.) 86 (aus österr. Heeres-Pionier-Abteilung)
- Nachrichten-Kompanie (mot.) 85 (aus 3. Kompanie / Nachrichten-Abteilung 38)
- Nachschubtruppen Nr. 60

### Sudetenland
Im Herbst 1938 erhielt die Division den Befehl an der Besetzung der Tschechoslowakei, des späteren Reichsprotektorat Böhmen/Mähren, teilzunehmen. Die Division verblieb bis März/April im neuen Protektorat.
Am 24. August 1938 wurde die Division mobil gemacht, und im Marsch über die Slowakei in den Bereitstellungsraum der Heeresgruppe Süd überführt.

### Polenfeldzug
Als am 1. September 1939 die deutschen Truppen den Angriffskrieg gegen Polen begannen war die 4. leichte Division beteiligt. Dem XXII. (22.) Armee-Korps (mot.) der 14. Armee unterstellt, griff die Division über den Fluss San an, um später den Fluss Bug zu erreichen.
Die Panzer der Divisionen stießen aus dem Raum Neumarkt vor. Der von der Infanterie des XVII. (17.) Armee-Korps vorgetragene Angriff ging durch die Beskiden und das Tatra Mittelgebirgsgelände. Nach etwa 10 Tagen war der San erreicht. Es folgten die Einnahmen der Städte Tarnow und Rzeczow im Zeitraum vom 6. bis zum 10. September. Eine Kampfgruppe der Division ging durch Rawa Ruska-Krylow vor und bildete am 14. September einen Brückenkopf auf dem östlichen Ufer des Bug im Raum Wlodzimierz.
Nachdem die Division den Bug erreicht hatte drehte der Verband nach Westen ab und ging in der Unterstellung beim XXII. (22.) Armee-Korps (mot.) über die Stadt Tyszowcze von hinten gegen die polnische Zamosz-Auffangstellung vor. Ihr Angriff erfolgte in westlicher Richtung im Raum Labunie-Tomaszow zwischen 15. und 20. September und entwickelte sich durch das Vorstoßen deutscher Kräfte von Westen zu einer Umfassungsschlacht westlich von Tomaszov. Nach dem Abschluss der Operation sicherte die Division entlang der mit der Sowjetunion vereinbarten Demarkationslinie in der Gegend von Komarov-Bilgoraj entlang des San.
Am 24. Oktober begann die Rückverlegung der Division in die Heimatgarnisonen im Raum Wien über die Strecke Rzeczow-Debica-Krakau.

### Auflösung durch Umgliederung zur 9. Panzer-Division
Die Division wurde am 3. Januar 1940 zur 9. Panzer-Division umgegliedert.

## Geschichte

### Aufstellung
Ab dem 3. Januar 1940 wurden der umbenannten Division neue Truppenteile zugeführt. So entstand ein Kradschützen-Bataillon 59 aus dem I./Aufkl.Rgt. (mot.) 9, die Aufklärungs-Abteilung 9 entstand ebenfalls aus dem Aufklärungs-Regiment 9, die 1. Kompanie des Schützen-Regiment 10 wurde mit Sd.Kfz. 251 - Schützenpanzerwagen ausgerüstet. Eine Kompanie mit schweren 15-cm-Selbstfahrlafetten wurde der Division unterstellt (s.IG-Kompanie (Sfl.) 701). Teile des Panzer-Lehr-Regiment (zuvor als III. Bataillon dem Panzer-Regiment 5 unterstellt) und der Panzer-Lehr-Abteilung Wünsdorf bildeten am 2. Februar das neue Panzer-Regiment 33. Ersatz wurde nun aus den Wehrkreisen XVII, XVIII und VII gestellt.
Die Gliederung mit den für den Verband durchgeführten Neuaufstellungen war:
- Divisionsstab (aus Ursprungsverband)
- Panzer-Regiment 33 (Wünsdorf/St. Pölten) (aus Teilen Panzer-Lehr-Regiment und Panzer-Lehr-Abteilung Wünsdorf)
- Schützen-Brigade 9
  - Schützen-Regiment 10 (St. Pölten) (aus Ursprungsverband)
  - Schützen-Regiment 11 (Waidhofen/Thaya) (aus Ursprungsverband)
  - Kradschützen-Bataillon 59 (Krems) (aus I. Bataillon / Aufkl.Rgt. (mot.) 9)
- Artillerie-Regiment (mot.) 102 (Wien) (aus Ursprungsverband)
- Aufklärungs-Abteilung (mot.) 9 (aus Teil Aufklärungs-Regiment (mot.) 8)
- Panzer-Abwehr-Abteilung 50 (Klosterneubrück) (aus Ursprungsverband)
- Nachrichten-Abteilung (mot.) 85 (aus Ursprungsverband)
- Pionier-Bataillon (mot.) 86 (aus Ursprungsverband)
- Sonstige Versorgungstruppen mit der Nr. 60

Im Januar 1940 während der Umgliederung steht der Verband zunächst als Reserve des Oberkommando des Heeres im Raum Limburg. Für den Angriff im Westen wird die Division jedoch im Mai der 18. Armee zugeteilt.

### Westfeldzug

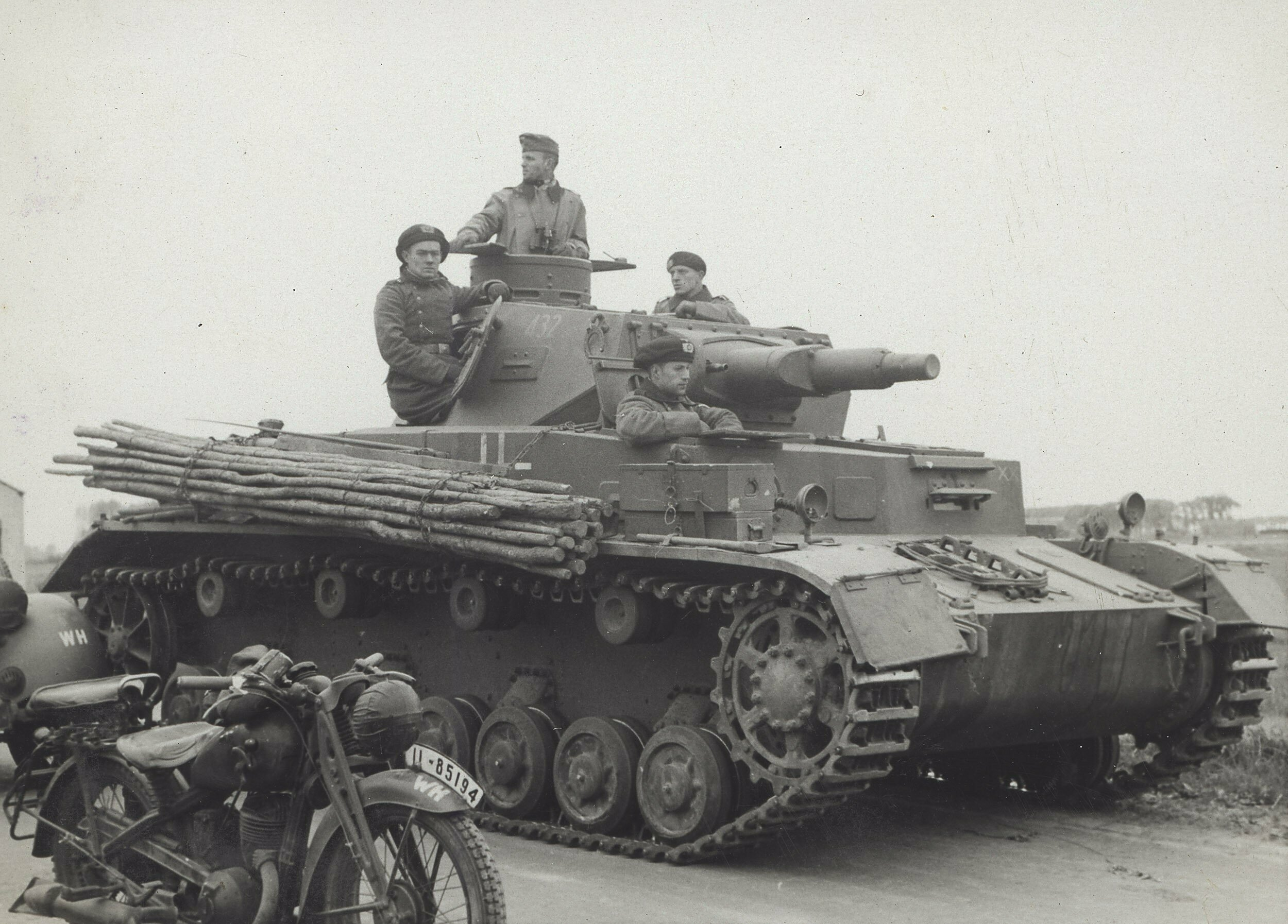
9. Panzerdivision im Mai 1940 in der niederländischen Region von Moerdijk

Als Panzerdivision nahm der Verband am Westfeldzug teil, wobei die Division auf dem Nordflügel der Angriffsoperation beim Überfall auf die Niederland eingesetzt war. Der weitere Einsatz machten die Division zum Teil des Einschließungsring um die alliierten Streitkräfte im Raum Dünkirchen.
Im Juni wird der Verband Teil des XIV. (14.) Armee-Korps der Panzergruppe Kleist bei der Heeresgruppe B. Nach der französischen Kapitulation verlegt die Division im Juli mit Unterstellung beim XXXX. (40.) Armee-Korps beim Befehlshaber des Ersatzheeres in der Heeresgruppe B zurück in die Heimatgarnisonen. Im September verlegt die Division mit dem XXXX. (40.) Armee-Korps nach Polen, wo das Korps unmittelbar der Heeresgruppe B unterstellt ist.
Die Artillerie der Division wurde im Herbst 1940 durch die Eingliederung der ehemaligen II. Abteilung / Artillerie-Regiment 50 als neue III. Abteilung verstärkt.
Ab November 1940 wird das XXXX. (40.) Armee-Korps (mot.) der 12. Armee unterstellt verbleibt allerdings in Polen.
Von Ende Januar / Anfang Februar 1941 an verlegt die Division nach Rumänien. Im März marschierte der Verband nach Bulgarien an die jugoslawische Grenze.

### Balkanfeldzug
AB dem 6. April 1941 wurde die Division im Balkanfeldzug eingesetzt. Nach fünf Tagen wurde die Angriffsrichtung geändert und der Verband gegen griechische und britische Kräfte in Nordgriechenland eingesetzt. Der Einsatz in Griechenland endete für den Verband vor Abschluss der Kampfhandlung mit der Verlegung in die Heimat ab dem 25. April.
Im Juni 1941 erfolgte eine Auffrischung mit Unterstellung beim Befehlshaber des Ersatzheeres in der Heimat im Wehrkreis VIII. Noch im Juni 1941 verlegte der Verband wieder in einem Bereitstellungsraum bei Tomaszow an der sowjetischen Grenze.

### Unternehmen Barbarossa
Beim Angriffskrieg gegen die Sowjetunion ab 22. Juni war der Verband erneut dem XIV. (14.) Armee-Korps zugeteilt. Dieses Korps gehörte zur Panzergruppe 1 der Heeresgruppe Süd. Es folgte Ende Juni ein Vorstoß durch die Ukraine nördlich Lemberg vorbei über Zlaczow und Tarnopol bis in das Quellgebiet des Flusses Bug, das um den 7. Juli erreicht wurde. Südlich Shitomir nach Osten vorstoßend erreicht der Verband um den 16. Juli Biala-Zerkiew südlich von Kiew. Nach Südosten eindrehend wurde erst Lissjanka und bis zum 6. August Arbusinka erreicht. Dann wieder nach Nordosten vorstoßend Kirowo.
Etwa 100 Kilometer parallel des Verlaufs des Flusses Dnjepr nach Südosten vorstoßend erreichte die Division um den 16. August Kriwoi-Rog und am folgenden Tag Nikopol. Am 18. August dann Saporaskje im Dnjepr-Bogen. Nochmal nach Westen ausholend ging es für den Verband dann nach Norden wo am 25. August Dnjepropetrowsk eingenommen wurde. Von dort ging es ca. 120 Kilometer zurück nach Südwesten, um am 31. August nochmals Kriwoi-Rog zu erreichen.
Am 10. September aus dem Raum Kriwoi-Rog nach Norden vorstoßend geht die Division am 11. September in und bei Krementschug über den Dnjepr. Für die nächsten 100 Kilometer benötigt der Verband vier Tage, da westlich die Kesselschlacht östlich von Kiew stattfindet und der Verband den östlichen Einschließungsring bildend nach Westen und Osten sichern muss. Am 15. September stellt der Verband als Teil der Panzergruppe 1 am Ostrand des Kessel bei Mirogorod (Myrhorod) den Kontakt mit von Norden kommenden Kräfte der Panzergruppe 2 (Guderian) her. Hierdurch wurden 5 sowjetische Armee eingeschlossen. Die Division greift nochmals ca. 80 km nach Westen an und zieht sich dann 60 km wieder zurück, um ca. 100 Kilometer nach Norden auf Romny vorzustoßen das am 24. September erreicht wurde.
Die Division wird im Oktober dem XXXXVIII. (48.) Panzer-Korps der Panzergruppe 2 bei der Heeresgruppe Mitte unterstellt. Der weitere Vorstoß geht wieder Richtung Norden, angeblich bis nach Krupez (Krupets'), doch es ist angesichts der Kartenlage wahrscheinlicher, dass es sich um Krolewez handelte, dass am 5. Oktober erreicht wurde. Zwei Tage später, am 7. Oktober wurde Dmitriewka (Dmitrijew-Lgowski) erreicht. Etwa 50 Kilometer nach Osten vordringend erreichte die Division erst am 25.10. Fatesch. Die Rasputiza hatte ein zügiges Vordringen in Richtung Moskau verhindert. Nun drehte die Division nach Süden ein, da zuvor das südlich von Brjansk liegende Kursk am 2. November besetzt worden war. Nachdem Eindrehen auf Kursk, wohl zur Täuschung der sowjetischen Truppen in Richtung Sumy vorstoßend, wendet sich der Angriff der Division von Kursk aus wieder nach Osten in Richtung Woronesh. Der Vorstoß ging ca. 70 Kilometer weit bis an den kleinen Fluss Reka Tim, zwischen Kursk und Woronesch, dann war die Angriffskraft der Division Ende des Monats November so geschwächt, dass der sowjetische Widerstand jeden weiteren Vorstoß verhinderte. Die Wintermonate ging die Division im Raum um die Kleinstadt Schtschigry zur Verteidigung über.
Im Februar 1942 wird der Frontabschnitt wieder der Heeresgruppe Süd zugeordnet. In dieser Zeit wird das Krad-Schützenbataillon 59 in die Aufklärungs-Abteilung 9 eingegliedert. Das Panzer-Regiment 33 erhielt eine III. Abteilung durch Zuführung der ehemaligen II. Abteilung / Panzer-Regiment 3. Der inzwischen als Panzer-Artillerie-Regiment 102 bezeichnete Verband erhält eine IV. Abteilung mit Flugabwehrgeschützen und eine Beobachtungsbatterie. Die II. Abteilung des Panzer-Regiment 33 wird als Panzer-Abteilung 51 abgegeben.

### Fall Blau
Im Juni 1942 wurde die Division für den Einsatz beim Unternehmens Blau mit seinem XXXXVIII. (48.) Armee-Korps der 4. Panzer-Armee der Heeresgruppe Süd unterstellt. Aus den Abwehrstellungen östlich von Kursk begann am 28. Juni der Angriff nach Osten in Richtung Woronesh. Hierbei wurde zuerst Kastornoje erreicht und dann auf halber Strecke nach Woronesch nach Norden eindrehend etwas nördlicher der Linie Kastornoje - Woronesh vom 7. Juli bis zum 4. August eine Abwehrstellung zur Sicherung der linke Flanke westlich des Don gehalten. Hierbei war der Verband im Juli dem XXIV. (24.) Panzer-Korps der 4. Panzer-Armee unterstellt.
Anfang August wurde die Division dann aus der Front herausgezogen und der Heeresgruppe Mitte unterstellt. Diese setzte den Verband nördlich Orel im XXXXI. (41.) Panzer-Korps der 2. Panzer-Armee ein. Der Angriff in Richtung Norden Richtung Ssuchinitschi begann am 11. August aus dem Raum Bolchoff (Bolotovo) entlang einer noch heute existierenden Straßenverbindung von Orel nach Schisdra und kam um den 15. August in den Waldgebieten am Nordufer des Flusses Shisdra nicht mehr vorwärts.
Es folgten vom 20. bis zum 25. August schwere Waldkämpfe, in denen die Division derart schwere Verluste erlitt, dass diese am 9. September letztlich aus der Front herausgezogen und aufgefrischt werden musste.

### Wiederaufstellung durch Zuführung von Ersatz 1942
Die Verlegung für die Auffrischung machte aus der Division für die Monate Oktober und November einen Reserveverband der 9. Armee bei der Heeresgruppe Mitte. Hierbei stand die Division im Raum Orscha und Mogilew mehr als 500 Kilometer westlich der Front. Als Ende November 1942 beim XXXIX. (39.) Armee-Korps starke sowjetische Kräfte die deutsche Frontlinie durchbrachen, wurde die 9. Panzer-Division wieder eingesetzt. Die Bahnverbindung zwischen Rshew und Wjasma war durch den sowjetischen Vorstoß unterbrochen worden und die Verbindung musste wieder hergestellt werden, was bis zum 18. Dezember gelang.

### 1943
Im Anschluss im Januar war die Division in der 5. Abwehrschlacht im Großraum Rshew nordöstlich von Ssytschewka (Sytschowka) auf halber Höhe der verbindenden Eisenbahnstrecke südlich Rshew zum Einsatz. Es folgte im Februar die Verlegung in den Raum nördlich von Rshew, wo die Division bis zum 12. Februar der Gruppe Burdach des XXVI. (26.) Armee-Korps unterstellt war. Ende Februar wechselte die Division zur Gruppe Schelle nördlich von Schisdra wo als Teil der 2. Panzer-Armee im ganzen März 1943 sowjetische Angriffe abgewehrt werden mussten.
Am 13. April 1943 wird durch Umbenennung aus der Aufklärungs-Abteilung 9 die Panzer-Aufklärungs-Abteilung 9 gebildet. Am 20. April 1943 wird die IV. Abteilung des Panzer-Artillerie Regiment 102 wieder zu einer unabhängigen Heeres-Flakartillerie-Abteilung (287).
Am 13. April 1943 wird durch die Verbindung des Krad-Schützenbataillon 59 und der Aufklärungs-Abteilung 9 die Panzer-Aufklärungs-Abteilung 9 gebildet. Während die Division als Reserve der Heeresgruppe Mitte geführt wird. Im Mai und Juni ist der Verband dann wieder der 2. Panzer-Armee der Heeresgruppe Mitte zugeteilt wird.

### Unternehmen Zitadelle
Bei Beginn des Unternehmens Zitadelle.am 6. Juli 1943 ist der Verband dem XXXXVII. (47.) Armee-Korps der 9. Armee im Raum Orel zugeteilt. Im August stand die Division beim XXXXI. (41.) Armee-Korps der 2. Pz.Armee.
Zu Beginn des Herbst im September 1943 war der Verband dem XXIX. (29.) Armee-Korps der wiederaufgestellten 6. Armee bei der Heeresgruppe Süd zugeteilt und kam am Mius und im Raum Stalino zum Einsatz. In die Ukraine zurückweichend wird der Verband im Raum Saporoshe im Oktober dem XXXX. (40.) Armee-Korps der 1. Panzer-Armee unterstellt.
Von November an steht der Verband im Raum Kriwoi-Rog im Einsatz. Bis Dezember mit dem LVII. (57.) Armee-Korps der 1. Panzer-Armee und im Anschluss mit dem XXX. (30.) Armee-Korps der 6. Armee. Im Februar steht die Division in der Reserve der 6. Armee und kommt im März bei der Heeresgruppe A der 6. Armee mit dem IV. (4.) Armee-Korps im Raum Odessa zum Einsatz.
Durch schwere Verluste am Dnepr geschwächt, wurde sie letztlich noch im März 1944 nach Südfrankreich in den Großraum Nimes verlegt.

### Neuaufstellung
Nachdem die Division in Avignon eingetroffen war, ging die Wiederaufstellung ab dem 1. Mai durch die Verwendung der 155. Reserve-Panzer-Division nur langsam voran. Ende Juli war die Wiederaufstellung noch nicht abgeschlossen, das Panzer-Regiment 33 verfügte nur über seine I. Abteilung mit 71 Panzerkampfwagen IV und die Panzerjäger-Abteilung 50 nur über 5 Sturmgeschütze. Die II. Abteilung war für die Ausbildung und Ausrüstung mit Panzerkampfwagen V „Panther“ auf dem Truppenübungsplatz Mailly-le-Camp. Am 20. Juli verließ ein Transport mit 21 neuen Jagdpanzern IV für die Panzerjäger-Abteilung 50 der Division das Heereszeugamt.

### Operation Overlord

#### Verlegung nach Nordfrankreich
Am 27. Juli erfolgte die Alarmierung der Division und der Marschbefehl für die Verlegung nach Norden. Die 7. Armee beabsichtigte einen Einsatz zwischen Alencon und Domfront, um die eigene Offensive bei Mortain zu ermöglichen. Die Verlegung nach Norden wurde durch Angriffe der Resistance und alliierte Luftangriffe erschwert.

#### Offensive von Mortain
Ab dem 6. August stand die Division zusammen mit anderen deutschen Verbänden in der Linie zwischen Domfront und Mayenne. Ab dem 10. August war der Verband in schwere Kämpfe südlich von Alecon verwickelt. Um den 15. August wurde die II. Abteilung / Panzer-Regiment 33 aus der Front herausgezogen an den Unterlauf der Seine verlegt, die Division verlegte in den Raum südöstlich von Paris.

### Kesselschlacht von Falaise
Nach dem Ausbruch der Alliierten aus dem Invasionsbrückenkopf in der Normandie wurde sie an die Front verlegt und war an der Kesselschlacht von Falaise beteiligt.
Am 8. September verlassen 10 neue Jagdpanzer IV als Ersatz für die Panzerjäger-Abteilung 50 das Heereszeugamt.

### Aachen 1944
Sich immer weiter nach Osten zurückziehend gelangten die Reste der Division mit dem LXXXI. (81.) Armee-Korps der 7. Armee nach Aachen. In diese Zeit fällt die für den 27. September befohlene Eingliederung der Panzer-Brigade 105 mit deren Panzer-Grenadier-Bataillon 2105 und der Panzer-Abteilung 2105 in die Division.
Die „Operation Market Garden“ führte zu einer Verlegung zum II. SS-Panzer Korps der 1. Fallschirm-Armee in den Großraum Arnheim. Nachdem die Kämpfe in diesem Raum weniger intensiv wurden verlegte der Verband im November wieder in Richtung Süden und wurde in der Reserve der Heeresgruppe B mit Personal und Waffen aufgefüllt. Hierzu verließ am 28. November 1944 ein Transport mit 4 neuen Panzer IV/70 (V) für die Panzerjäger-Abteilung 50 der Division das Heereszeugamt.

### Ardennenoffensive
Am 16. Dezember 1944 ging die Wehrmacht mit dem Unternehmen „Wacht am Rhein“ im Raum zwischen Aachen und Luxemburg in die letzte Offensive der deutschen Streitkräfte im Westen über. Die 9. Panzer-Division begann den Einsatz bei dieser Operation beim XXXXVII. (47.) Panzer-Korps der 5. Panzer-Armee der Heeresgruppe B. Im Verlauf der Kämpfe im Westen wechselte die Division im Januar zum LVIII. (58.) Armee-Korps.
Nach der Ardennenoffensive zog sie sich in die Eifel und an die Rur zurück.
Von Februar bis März war der Verband dem LXXXI. (81.) Armee-Korps der 15. Armee bei der Heeresgruppe B zugeordnet.

### Ruhrkessel
Die Masse der Division wurde im April 1945 beim LVIII. (58.) Armee-Korps der 5. Panzer-Armee im Ruhrkessel vollständig vernichtet. Eine Kampfgruppe mit restlichen Truppenteilen der Division war noch im April mit dem LXVI. (66.) Armee-Korps bei der 11. Armee an der Elbe im Einsatz.

## Kommandeure

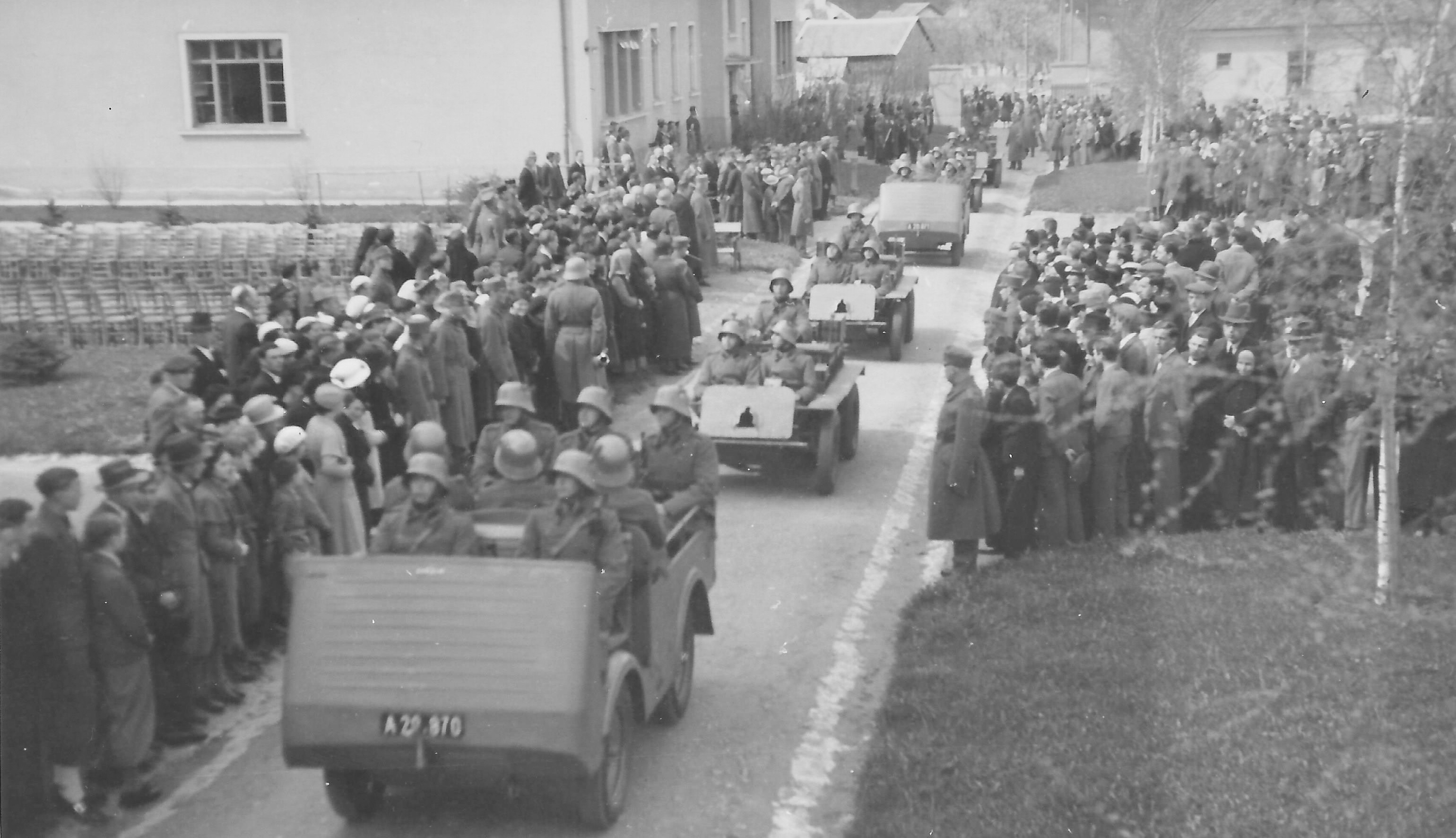
Das Feldjäger-Bataillon 2 des Österreichischen Bundesheeres mit Friedensstandort Pinkafeld wurde nach dem Anschluss Österreichs als II./Schützen-Regiment 11 in die 4. Leichte Division/9. Panzer-Division übernommen.

- Generalleutnant Alfred Ritter von Hubicki – Aufstellung bis 14. April 1942
- Generalleutnant Johannes Baeßler – 15. April bis 26. Juli 1942 (verwundet)
- Oberst Heinrich-Hermann von Hülsen – 27. Juli bis 3. August 1942 (m.d.st.F.b.)
- Generalleutnant Walter Scheller – 28. Juli 1942 bis 21. Juli 1943
- Generalmajor Erwin Jollasse – 22. Juli bis 20. Oktober 1943 (verwundet)
- Oberst Johannes Schulz – 20. Oktober bis 27. November 1943 (gefallen)
- Oberst Max Sperling – 27. November bis 28. November 1943 (m.d.st.F.b.)
- Oberst Walter Boemers – 1. Dezember 1943 bis 7. Januar 1944 (m.d.st.F.b.)
- Generalmajor Erwin Jollasse – 8. Januar bis 10. August 1944
- Oberst Max Sperling – 10. August bis 2. September 1944 (m.d.st.F.b.)
- Generalmajor Gerhard Müller – 3. September bis 16. September 1944 (m.d.st.F.b.)
- Generalmajor  Harald Freiherr von Elverfeldt – 16. September bis 28. Dezember 1944 (verwundet)
- Generalmajor Friedrich Wilhelm von Mellenthin – 28. Dezember 1944 bis Februar 1945 (m.d.st.F.b.)
- Generalleutnant Harald Freiherr von Elverfeldt – Februar bis 6. März 1945 (gefallen)
- Oberst Helmut Zollenkopf – 6. März 1945 bis zur Kapitulation (m.d.F.b.)

## Vergleichende Gliederung
| 1940 (Westfeldzug)                                               | 1940 (August)                                                                                | 1943 (Ostfront)                                               |
| ---------------------------------------------------------------- | -------------------------------------------------------------------------------------------- | ------------------------------------------------------------- |
| Panzer-Regiment 33                                               |                                                                                              |                                                               |
| Schützen-Brigade 9 - Schützen-Regiment 10 - Schützen-Regiment 11 | Schützen-Brigade 9 - Schützen-Regiment 10 - Schützen-Regiment 11 - Kradschützen-Bataillon 59 | - Panzer-Grenadier-Regiment 10 - Panzer-Grenadier-Regiment 11 |
| Schwere-Infanterie-Geschütz-Kompanie 701                         | Schwere-Infanterie-Geschütz-Kompanie 701                                                     | —                                                             |
| Artillerie-Regiment 102                                          | Artillerie-Regiment 102                                                                      | Panzer-Artillerie-Regiment 102                                |
| Panzerjäger-Abteilung 50                                         |                                                                                              |                                                               |
| —                                                                | —                                                                                            | Heeres-Flak-Artillerie-Abteilung 287                          |
| Aufklärungs-Regiment 9                                           | Aufklärungs-Abteilung (mot.) 9                                                               | Panzer-Aufklärungs-Abteilung 9                                |
| Pionier-Bataillon 86                                             | Pionier-Bataillon 86                                                                         | Panzer-Pionier-Bataillon 86                                   |
| Nachrichten-Abteilung 85                                         | Nachrichten-Abteilung 85                                                                     | Panzer-Nachrichten-Abteilung 85                               |
| Versorgungstruppen 60                                            | Versorgungstruppen 60                                                                        | Panzer-Versorgungstruppen 60                                  |

Ersatztruppen

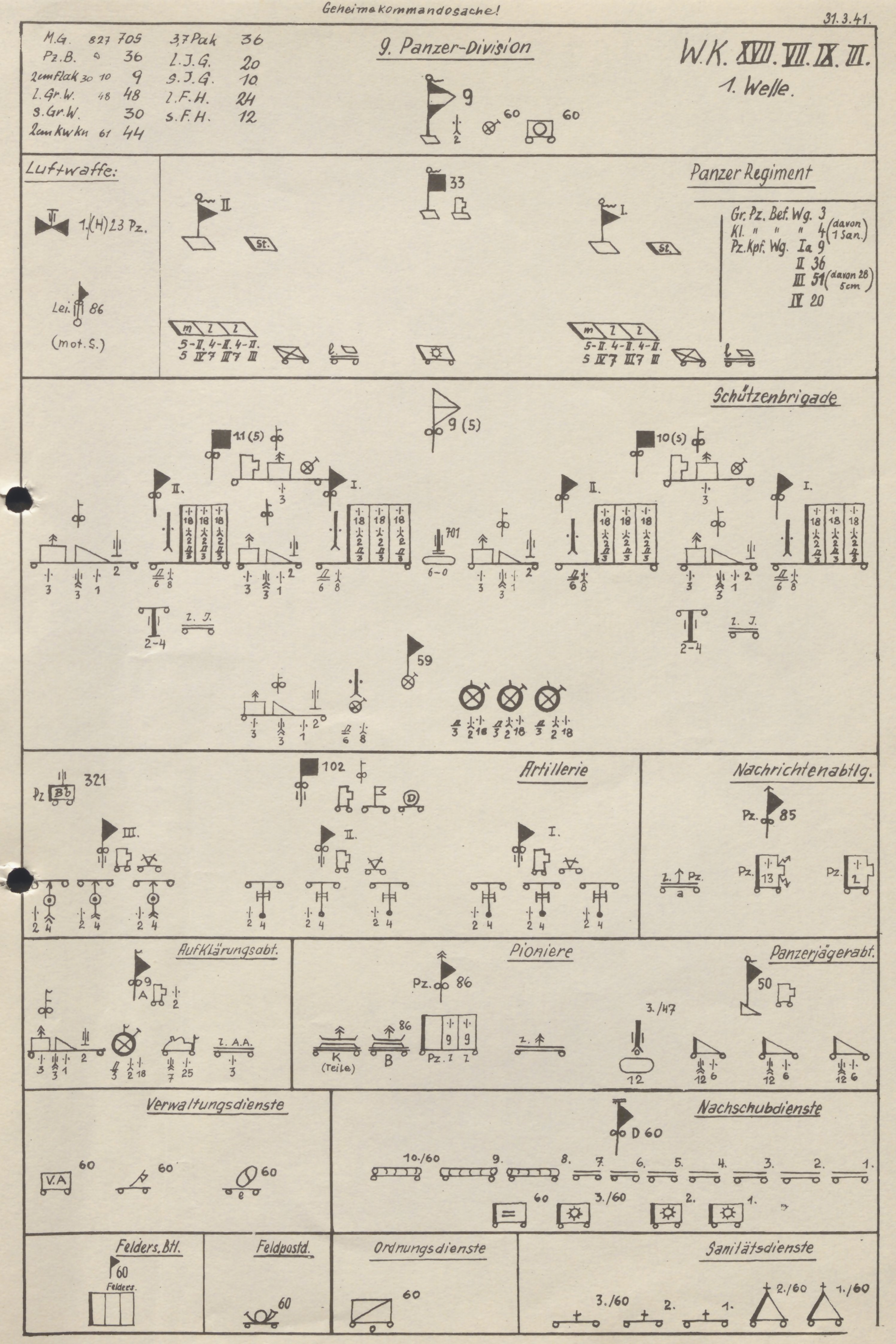
Gliederung der 9. Pz. Div. am 31. März 1941, taktische Zeichen

- Schützen-/Panzergrenadier-Ersatz-Bataillon 10
- Feldersatzbataillon 60

## Bekannte Divisionsangehörige
- Gert Bastian (1923–1992), später Generalmajor der Bundeswehr und Politiker (Die Grünen)
- Otto Ernst Remer (1912–1997)